# Bandō Tsumasaburō

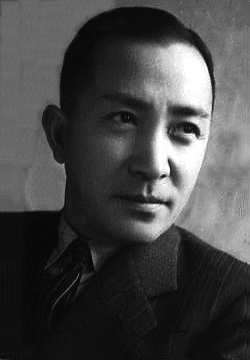
Bandō Tsumasaburō

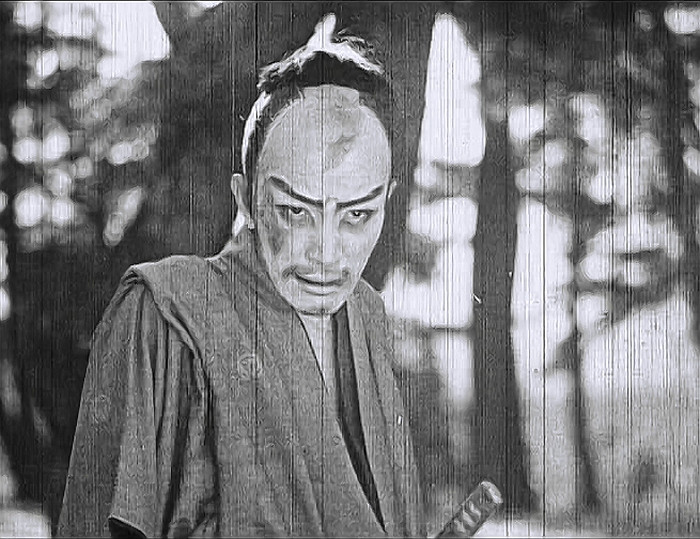
Bandō, 1924

Bandō Tsumasaburō (japanisch 阪東 妻三郎, verehrend auch Bantsuma genannt; geboren 14. Dezember 1901 in Tokio; gestorben 7. Juli 1953 in Kyōto) war ein japanischer Filmschauspieler.

## Leben und Wirken
Bandō Tsumasaburō trat 1923 in die Produktionsfirma von Filmen ein, die von dem Regisseur Makino Shōzō (1878–1929) gegründet worden war. Nach seinem Filmdebüt im selben Jahr trat er in einer Reihe von weiteren Filmen auf und wurde bekannt für sein schwungvolles Schwertkampfspiel. 
1925 gründete Bandō sein eigenes Filmunternehmen „Bandō Tsumasaburō Productions“ und baute sich 1926 in Kyōto ein eigenes Studio. Als der Tonfilm begann, in Japan „talkies“ genannt, enttäuschte Bandō seine Fans mit seiner hohen, wispernden Stimme. So schwand seine Popularität, 1936 musste er sein Studio schließen.
Bandō nahm Stimmunterricht und schloss sich 1937 dem Filmunternehmen Nikkatsu an. Er trat in bemerkenswerten Filmen auf, wie in der Version von Inagaki Hiroshi von „Muhō matsu no isshō“ (無法松の一生), etwa „Das Leben des Matsu, des Ungesetzlichen“, aus dem Jahr 1943.
Weitere Filme sind der Stummfilm „Orochi“ (雄呂血), die Tonfilme 1925, „Ōshō“ (王将) „Schachkönig“ 1948, „Yabure daiko“ (破れ太鼓), „Zerstörte Trommel“ 1949, und „Abare shiji“ (あばれ獅子), „Ein bloßgestellter Löwe“.